# Burkhard Drescher

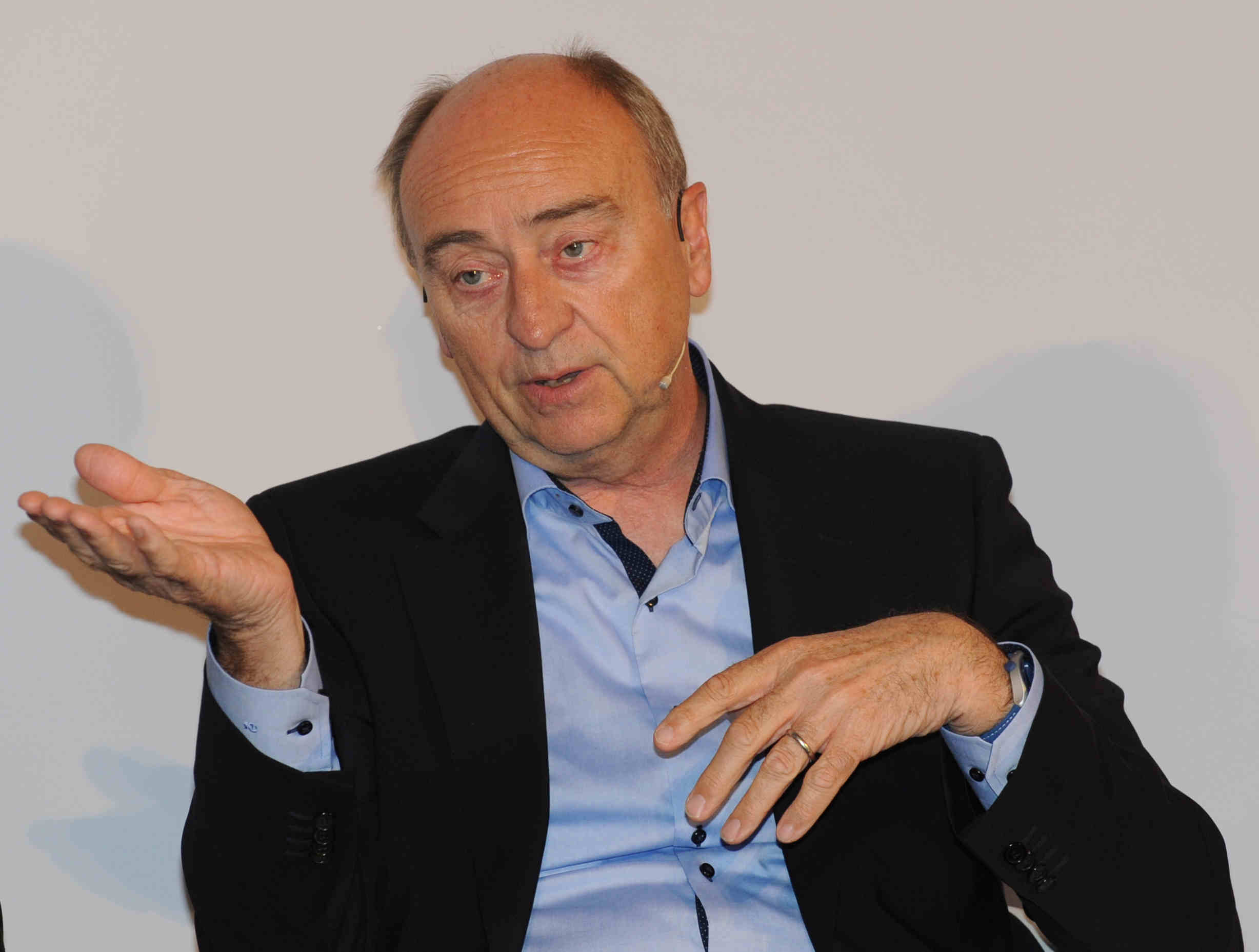
Burkard Drescher, 2015

Burkhard Ulrich Drescher (* 7. Juni 1951 in Neuss) ist ein Quereinsteiger in die Kommunalverwaltung in Grevenbroich und war zuletzt Oberbürgermeister von Oberhausen. 2004 schied er aus der Politik aus. Nach einer anschließenden Tätigkeit in der Immobilienwirtschaft war er bis Ende 2023 Geschäftsführer der Innovation City Management GmbH in Bottrop. Seitdem ist er als selbstständiger Berater tätig.

## Biographie

### Politik
Drescher war zunächst als Chemielaborant und später als Chemotechniker bei der Bayer AG in Dormagen tätig. Er holte sein Abitur nach und studierte Wirtschaftswissenschaften, Chemie und Politik. In den Jahren 1980 bis 1987 arbeitete er als Lehrer. Er engagierte sich in der SPD, in der er u. a. Schatzmeister des Bezirks Niederrhein war, bis 2005 gehörte er dem Landesvorstand- und Präsidium der SPD NRW an. Drescher war u. a. Ratsmitglied in Kaarst und wurde 1987 Stadtkämmerer in Grevenbroich.
1990 wurde er in Oberhausen zunächst vom Rat der Stadt zum Stadtdirektor, 1991 einstimmig zum Oberstadtdirektor gewählt. 1997 wählte der Stadtrat ihn als Nachfolger von Friedhelm van den Mond zum Oberbürgermeister. Da die sog. Doppelspitze, d. h. die Trennung der Ämter des (Ober-)bürgermeisters und des (Ober-)stadtdirektors als Verwaltungschef in Nordrhein-Westfalen 1994 abgeschafft worden war, fielen mit Dreschers Wahl beide Funktionen erstmals in einer Person zusammen.
Dieser gewann 1999 als Kandidat der SPD die Direktwahl zum Oberbürgermeister.
Sein Name ist verbunden mit dem Stadtentwicklungskonzept Neue Mitte Oberhausen mit dem CentrO als wirtschaftlichen Mittelpunkt, das zur Bewältigung der Folgen des Niedergangs der Montanindustrie die Errichtung eines neuen Oberhausener Stadtzentrums auf Industriebrachen zwischen den historisch gewachsenen Zentren Alt-Oberhausen, Sterkrade und Osterfeld zum Ziel hatte. Mit seinem Model „Rathaus ihne Ämter“ den Ruf als radikaler Verwaltungsreformer. Nach Ablauf der Legislaturperiode (2004) verzichtete er auf eine erneute Kandidatur.

### Wirtschaft
Nach seinem Ausscheiden aus der Politik wechselte Drescher zunächst in den Vorstand der RAG-Immobilien AG. Zum August 2006 wurde er CEO der Gagfah-Group, des damals größten börsennotierten Wohnungsunternehmens in Deutschland, dessen Mehrheitsaktionär die Fortress Investment Group war. Bis zum 6. April 2009 war er dort Vorsitzender der Geschäftsführung. Seit Oktober 2009 arbeitet Drescher als selbständiger Unternehmensberater und ist Geschäftsführer der BDC Consulting GmbH & Co. KG, einer Beratungsgesellschaft. Von September 2011 bis Ende 2023 war er Geschäftsführer der Innovation City Management GmbH in Bottrop. Eine Gesellschaft die vom Initiativkreis Ruhr getragen wird und zur Aufgabe hatte, in der Modellstadt Bottrop innerhalb von 10 Jahren die Treibhausgasemissionen zu halbieren. Das Ziel wurde Ende 2020 erreicht. Im Jahr 2021 wurde er durch die Immobilienkonferenz Ruhr zum Immobilienkopf des Jahres 2021 gewählt. Außerdem gehört er von 2014 bis 2022 dem Aufsichtsrat der börsennotierten Wohnungsgesellschaft Vonovia an. Er ist weiterhin als Berater für Kommunen und Immobiliengesellschaften über die Burkhard Drescher Consulting tätig.

### Privatleben
Drescher ist verheiratet mit Jeanette Schmitz, Geschäftsführerin und Kuratorin der Ausstellungshalle Gasometer in Oberhausen und hat vier Kinder.